# Бобков, Юрий Иванович
Ю́рий Ива́нович Бобко́в (род. 18 ноября 1951, Чумаково, Новосибирская область) — заслуженный артист Российской Федерации (2004), актёр (с 1970), режиссёр (с 1978) и художественный руководитель (с 1992) театра «Манекен» (Челябинск). Профессор Челябинской государственной академии культуры и искусств.

## Биография

### Образование
Выпускник Челябинского политехнического института (1975), после окончания вуза работал научным сотрудником кафедры теоретической механики ЧПИ, старшим инженером конструкторско-технологического института автоматизации в машиностроении (с 1976). В 1980 поступил на заочное режиссёрское отделение Театрального училища имени Бориса Щукина при Театре имени Е.Вахтангова (окончил в 1985).